# Moab (Utah)
Moab é uma cidade localizada no estado norte-americano de Utah, no Condado de Grand. É uma cidade verde localizada entre as rochas vermelhas e o ponto de partida para os Parques Nacionais dos Arcos e Canyonlands.

## Demografia
Segundo o censo norte-americano de 2000, a sua população era de 4 779 habitantes. Em 2006, foi estimada uma população de 4 875, um aumento de 96 (2,0%).

## Geografia
De acordo com o United States Census Bureau tem uma área de 9,4 km², dos quais 9,4 km² cobertos por terra e 0,0 km² cobertos por água. Moab localiza-se a aproximadamente 1 227 m acima do nível do mar.

## Localidades na vizinhança
O diagrama seguinte representa as localidades num raio de 68 km ao redor de Moab.